# Montanmuseum Turrach

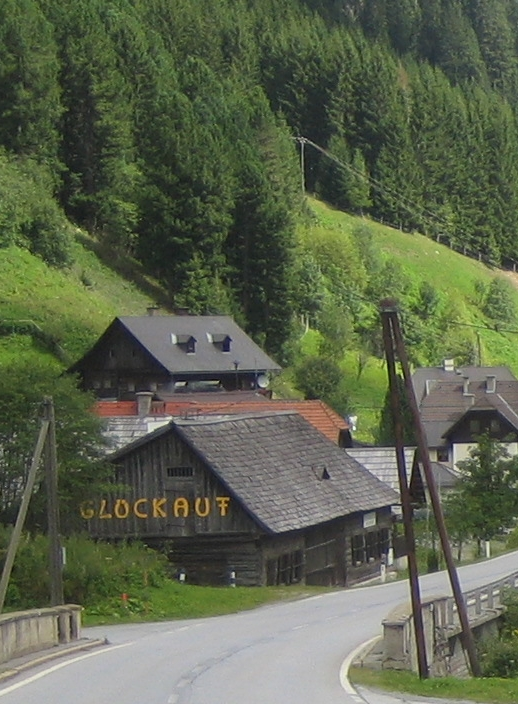
Montanmuseum Turrach

Das Montanmuseum Turrach ist ein steirisches Museum. Es beherbergt ein Modell in Originalgröße der Bessemerbirne, die in Turrach im 19. Jahrhundert erstmals auf dem europäischen Festland zum Einsatz kam.
Das Museum befindet sich in Turrach auf etwa 1300 Meter Seehöhe und dokumentiert 250 Jahre (Mitte 17. bis Anfang 20. Jahrhundert) der bergbaulichen und eisenverarbeitenden Wirtschaftstätigkeit in der Ortschaft. Weiters sind Dokumente zu sehen, die aus dem Leben und Werk der Bergbau-Pioniere Peter Tunner der Ältere und Peter Tunner erzählen. Man erfährt Wissenswertes über die „Bruderlade“, einem Vorläufer der Sozialversicherung und zur Entstehung des „Turracher Heimatliedes“.